# Troisième législature de la Troisième République (république démocratique du Congo)
La troisième législature de la Troisième République de la république démocratique du Congo est en session à partir de février 2019 jusqu'en 2023. Elle est la troisième législature de la Troisième République ayant pris place après la promulgation de la constitution approuvée par référendum le 18 décembre 2005. Sa composition a été déterminée lors des élections législatives de 2018.